# Aeroportul Usinsk
Aeroportul Usinsk (IATA: USK, ICAO: UUYS) este un aeroport din Usinsk⁠(d), Usinsk Urban Okrug⁠(d), Republica Komi, Rusia ce deservește zona Usinsk⁠(d). Aeroportul a fost tranzitat în 2018 de 158.657 de pasageri. A fost numit după zona deservită.
Situat la o altitudine de 80 m, aeroportul dispune de 1 pistă.

## Infrastructură

### Piste
Aeroportul dispune de o singură pistă. Pista are orientarea 14L/32R. 